# St. Georg (Zweedorf)

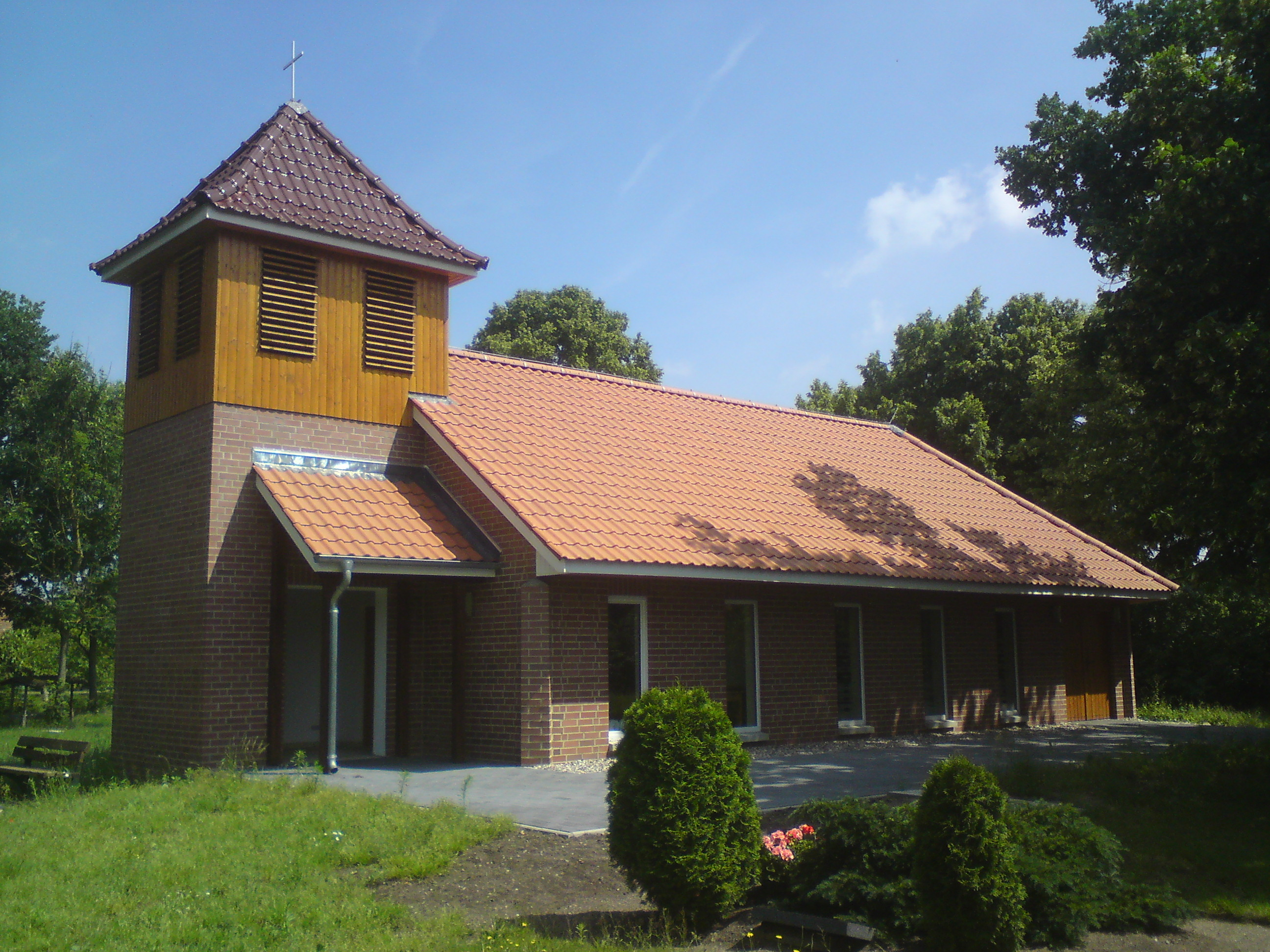
St. Georg in Zweedorf (Juli 2012)

Die Kirche St. Georg – oder auch Georgenkirche – in Zweedorf in der Gemeinde Schwanheide im Landkreis Ludwigslust-Parchim in Mecklenburg-Vorpommern ist ein evangelischer Sakralbau, der am 4. September 2011 eingeweiht wurde. Sie steht in der Propstei Parchim im Kirchenkreis Mecklenburg der Evangelisch-Lutherischen Kirche in Norddeutschland (Nordkirche).
Die Vorgänger-Kirche lag zu DDR-Zeiten im sogenannten Schutzgebiet der 500-Meter-Zone der Innerdeutschen Grenze, die nur mit Sondergenehmigung und von Ortsansässigen betreten werden durfte. Sie wurde 1978 abgerissen, da das DDR-Regime befürchtete, dass das Gebäude wegen der Nähe des Ortes zur Grenze von potenziellen Flüchtlingen als Versteck genutzt werden könnte.

## Jetzige Kirche

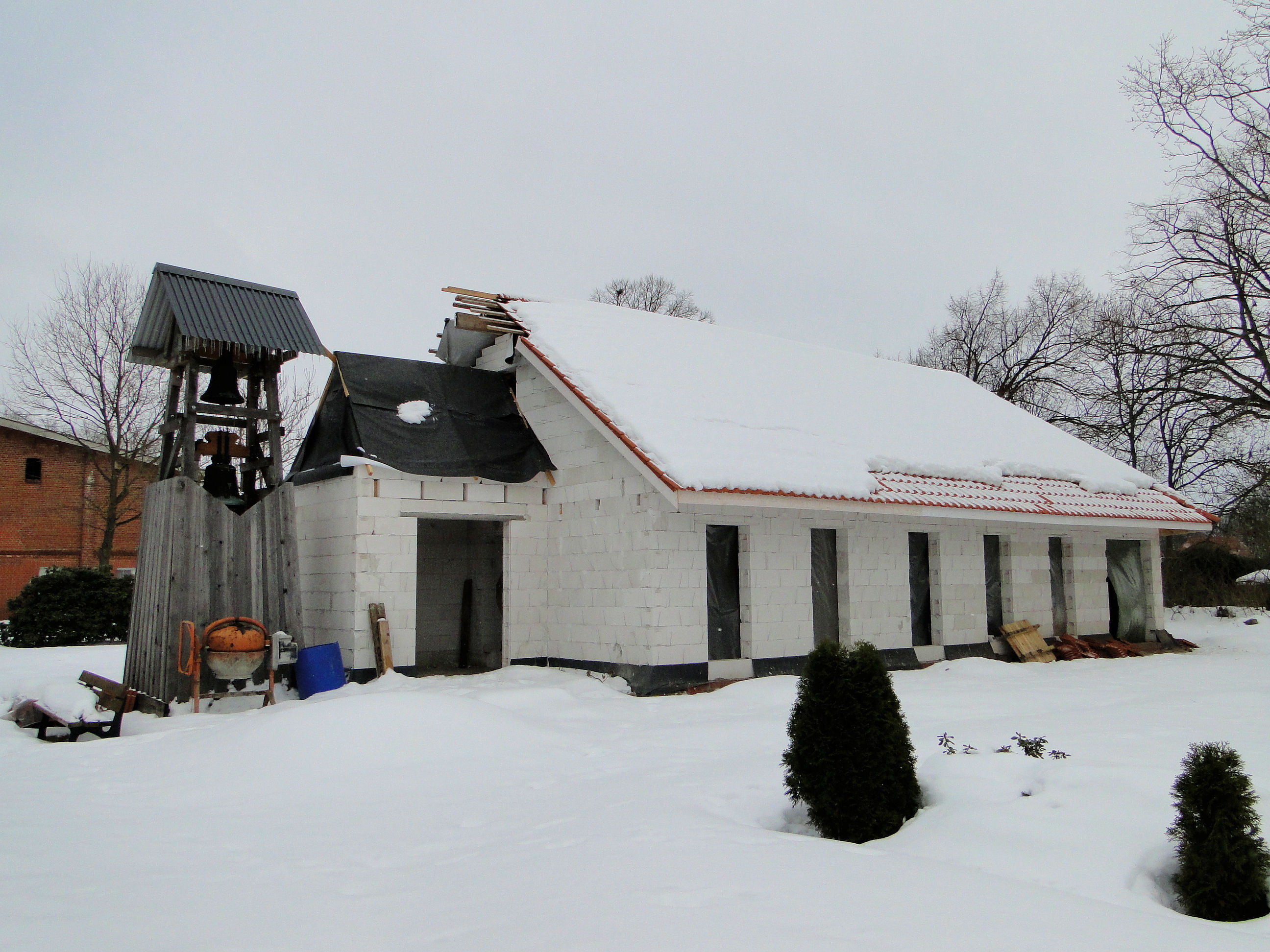
Kirche im Rohbau im Februar 2010

Bestrebungen zum Bau der neuen Kirche gab es seit 1992. Die Initiative ging von Maurermeister Wolfhard Meinck aus, der Sohn des ehemaligen Küsters in Zweedorf war und 2010, noch vor Einweihung der Kapelle, verstarb. Er gestaltete einen Bauentwurf und leistete Überzeugungsarbeit. Bereits 2002 begann man in Eigeninitiative mit dem Bau, der jedoch von der Kirchenleitung gestoppt wurde. 2005 gründete sich der Kirchenbauverein Zweedorf e. V., der sich die Errichtung und den Erhalt einer Kirche zum Ziel setzte. Ein hölzerner Glockenturm wurde im Sommer 2007 von Mitgliedern errichtet und mit Spenden finanziert. Die beiden Glocken wurden von der Kirchgemeinde St. Gertrud Hamburg-Uhlenhorst gestiftet. Der Grundstein für die neue Kapelle wurde am 6. Juni 2009 gelegt. Am 2. August 2009 fand der erste Gottesdienst im Rohbau statt. Das Richtfest wurde am 23. August des gleichen Jahres gefeiert. Die Baukosten betrugen knapp 80.000 Euro. Landesbischof Andreas von Maltzahn weihte am 4. September 2011 die neue Kirche ein.
Die Kirche ist ein eingeschossiger Bau mit dreiseitigem Ostschluss. Neben dem Kirchenraum existieren ein Mehrzweckraum und sanitäre Einrichtungen. Vom Flur führt eine Treppe zur Orgelempore unter dem Dach. An der Westwand war ein Unterstand vorgesehen, entgegen den ursprünglichen Planungen wurde dort jedoch ein massiver Glockenturm mit holzverkleidetem Aufsatz und Pyramidendach erbaut. Die Glocken sind im Juli 2011 vom hölzernen in den massiven Glockenturm umgezogen.
Zur Inneneinrichtung zählt eine Orgel des Orgelbauunternehmens Arnold aus Plau am See. An der Orgelempore befinden sich, vom Kirchenraum aus sichtbar, fünf Gemälde von Barbara Jentz-Koska. Abgebildet sind ein einzelner Baum aus dem Ort, das ehemalige Pfarrhaus, die alte Kirche, die Pfarrscheune und das Kriegerdenkmal. Die Kirchenfenster wurden von Thomas Kuzio aus Sommersdorf gestaltet und von der Landeskirche finanziert.

## Vorgängerkirchen
Eine hölzerne Kirche in Zweedorf wurde 1335 erstmals urkundlich erwähnt, sie gehörte zum Bistum Ratzeburg. Die erste nachweisbare Kirche war 1728 in schlechtem Zustand: „Ihr Turm war eingefallen, das Dach verfault und verfallen, sodaß Kanzel, Altar und Gemeinde bei regnerischen Wetter nicht trucken bleiben, nach ein gänzlicher Ruin zu besorgen.“ 1734 drohte sie „täglich einzustürzen.“ Doch erst 1758 wurde mit dem Neubau begonnen.

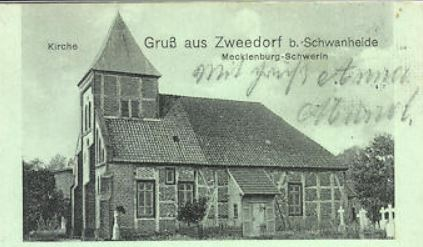
Die zweite Kirche von Zweedorf (historische Abbildung)

Die dann von 1758 bis 1760 neu errichtete kleine Fachwerkkirche hatte ein Walmdach. Im Westgiebel mit seiner vorgesetzten Ziegelmauerblende stand aus dem Dach herausragend ein Fachwerkturm mit Pyramidenhelm, Holzschindeln, Kugel und Wetterhahn.
Die Ecken des Westgiebels und den Seitenwänden waren mit abgetreppten Strebepfeilern verstärkt.
Am Ostgiebel befand sich eine aus Fachwerk angebaute Sakristei mit Satteldach.
Zur Innenausstattung zählte ein besonders wertvoller spätgotischer Schnitzaltar mit einem grau und weiß überstrichenen Triptychon mit Abbildungen des Heiligen Georg, der Heiligen Maria mit dem Kinde, des Heiligen Johannes und je vier Heiligen in den Flügeln. Die Predella war mit gemalten Halbfiguren, in der Mitte Christus als Schmerzensmann, neben ihm die vier lateinische Kirchenväter, rechts: St. Hieronymus und St. Ambrosius, links: St. Gregorius und St. Augustinus bemalt. Der Schrein war mit einem hölzernen Kruzifix bekrönt. Die Kanzel im Renaissancestil war nach damaliger Einschätzung kunsthistorisch ohne Bedeutung.
Zwei silbervergoldete Kelche (einer mit Hamburger Stadtstempel; einer mit Lüneburger Stadtzeichen und der Jahreszahl 1765), zwei Oblatendosen (eine länglich, Lüneburger Arbeit von 1763; eine rund, Lübische Arbeit) zählten ebenso zu den Kleinkunstwerken, wie eine versilberte Weinkanne und fünf Messingleuchter aus dem endenden 17. und dem beginnenden 18. Jahrhundert.

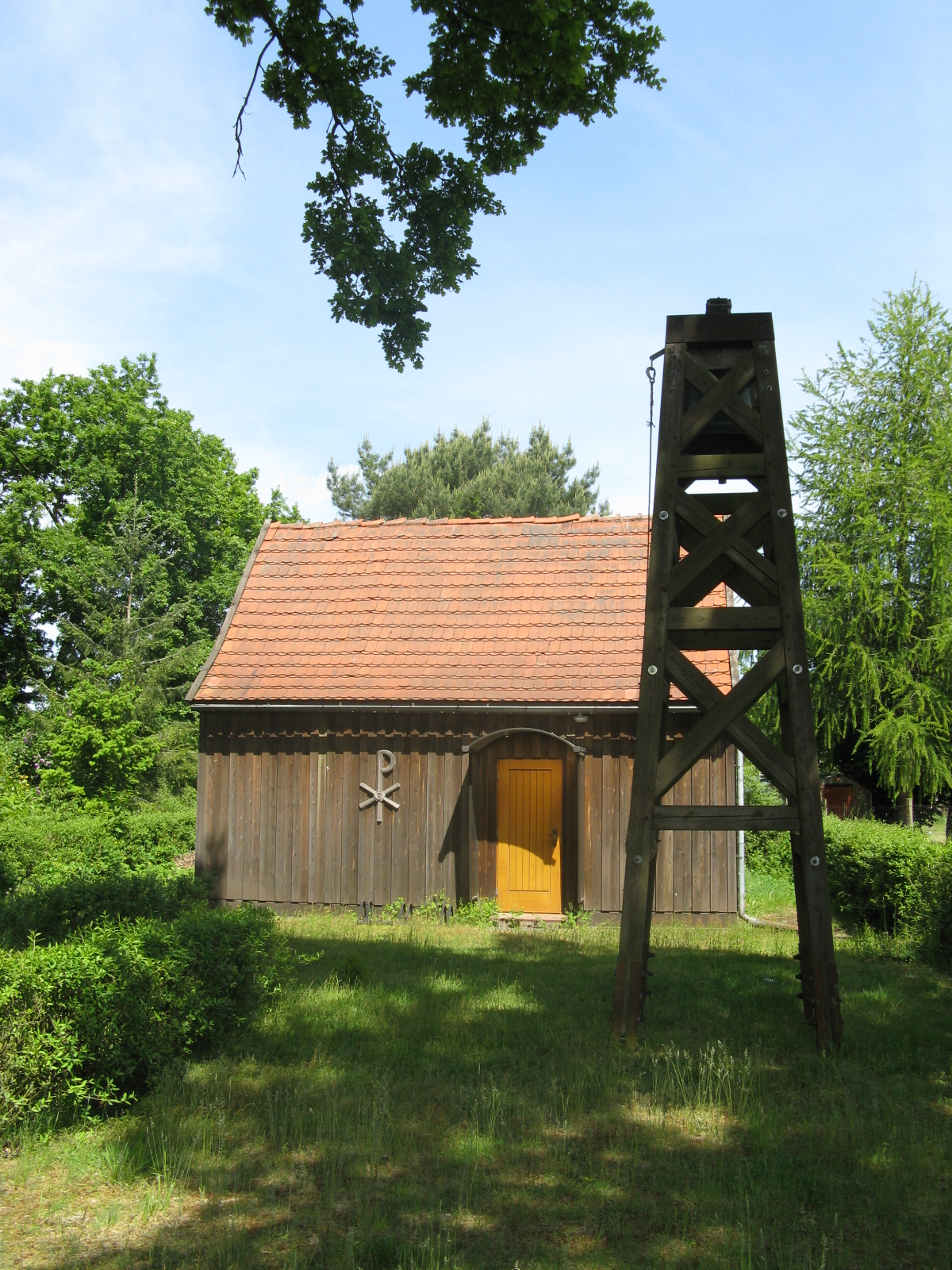
Im Glockenstuhl der Kapelle in Schwanheide befindet sich die ehemalige Zweedorfer Glocke von 1651

Die Kirche hatte zwei Glocken, eine aus dem Jahr 1651, die andere aus dem Jahr 1894 – der Umguss einer älteren geborstenen Glocke. Von den zwei Glocken musste eine vor Ende des Zweiten Weltkrieges zur Einschmelzung abgegeben werden. Zwar wurde sie nicht mehr eingeschmolzen, allerdings kam sie auch nicht zurück, da sie vermutlich mit weiteren Exemplaren nach Kriegsende in Hamburg versenkt wurde.

## Kirchen-Abriss
Die in der Nähe der innerdeutschen Grenze, im sogenannten Sperrgebiet der 500-Meter-Zone, stehende Fachwerkkirche befand sich ab 1970 in einem baulich schlechten Zustand.
Am 13. Dezember 1972 teilte der Oberkirchenrat (OKR) Schwerin dem Kirchgemeinderat (KGR) Zweedorf mit, dass die Kirche aufgrund erheblicher Schäden im Fachwerk durch echten Hausschwamm gefährdet sei und für die weitere Benutzung gesperrt werden muss. Es ist nicht mehr möglich, die Kirche insgesamt oder auch Teile von ihr zu erhalten. Der Altaraufsatz und andere wertvolle Inventarstücke sind im Pfarrhaus sicher zustellen.
Am 26. Juni 1974 informierte die Kirchgemeinde Zweedorf, dass die wegen Baufälligkeit gesperrte Kirche zur Ruine wurde.
Am 18. April 1978 trafen sich Propst Scheidung aus Boizenburg, der Baubeauftragte und ein Vertreter vom Rat des Kreises Hagenow und verständigten sich über den Abbruch der Ruine „aus Gründen der Ordnung und Verschönerung des Ortsteiles in Feierabendtätigkeit“.
Am 11. Mai 1978 schrieb das Landesamt für Denkmalpflege, dass es keinen Einspruch gegen den Abriss erhebt, sofern die wertvollen Einrichtungsgegenstände wie Altaraufsatz, Kanzel, Taufstein und Glocke gesichert sind. Die Kirche sei „wegen ihres schlechten Bauzustandes und relativ geringen architekturgeschichtlichen Wertes schon bei der Zusammenstellung der Denkmale für die Kreisdenkmalliste unberücksichtigt geblieben.“
Noch im Mai 1978 erging dann durch Rat der Gemeinde Schwanheide sowie den Rat des Kreises Hagenow an den Oberkirchenrat in Schwerin die Aufforderung zum Abbruch der Kirche, nun als Kirchruine bezeichnet. Der OKR in Schwerin gab am 24. Juli 1978 dem Rat des Kreises Hagenow seine Zustimmung zum Abbruch der Kirchenruine in Zweedorf und erklärte sich bereit, die Abbruchkosten in Höhe bis maximal 2.000 Mark zu übernehmen. Als ein Problem wurde vor Ort auch gesehen, dass keines der stimmberechtigten KGR-Mitglieder sich die Kirchenruine ansehen durfte, weil sie im Sperrgebiet der 500-Meter-Zone lag. In Zweedorf vermuteten Gemeindemitglieder, dass auch der damalige Rat des Kreises Hagenow und die Grenzsicherungsorgane die Kirche aus diesen Gründen weg haben wollten.
Da die DDR-Führung befürchtete, dass das Gebäude als Versteck für Flüchtlinge vor ihrem Grenzübertritt dienen könnte, wurde es am 18. und 19. November 1978 abgerissen und der Bauschutt in den Dorfteich geschoben. Am 3. Oktober 1979 erging dann eine Information vom OKR Schwerin zum Abbruch der ehemaligen Dorfkirche Zweedorf auch an seine Baudienststelle in Dabel und an Pastor Havemann in Zahrensdorf: „Der Oberkirchenrat teilt Ihnen hierdurch mit, daß die Dorfkirche in Zweedorf zwischenzeitlich abgebrochen ist...“. Pastor Alfred Scharnweber bekam für seine Beschwerde gegen den auch nach DDR-Recht widerrechtlichen Abriss eines denkmalgeschützten Gebäudes einen Tag Haft ohne Begründung.
Gerettet werden konnten die Fenster, die heute in der Friedhofskapelle in Boizenburg/Elbe zu sehen sind, die Pfeifen der Friese-Orgel (Verbleib unbekannt) sowie der Altar und der Taufstein, die an die Johanniterkirche Sülstorf verkauft wurden. Ein Kirchgemeindemitglied rettete zudem zwei Kronleuchter, eine Sargbestückung, bestehend aus zwei Leuchten und einem Kreuz, ein Abendmahl-Besteck und einen Taufstein mit Taufschale. Die Glocke aus dem Jahr 1651 wurde eingelagert, sie erklingt im 1991 errichteten Glockenstuhl der Kapelle Schwanheide.
Nicht abgerissen werden sollte die alte aus Feldsteinen bestehende Kirchhofsmauer, da sie unter Denkmalschutz stand.

## Pfarrhaus

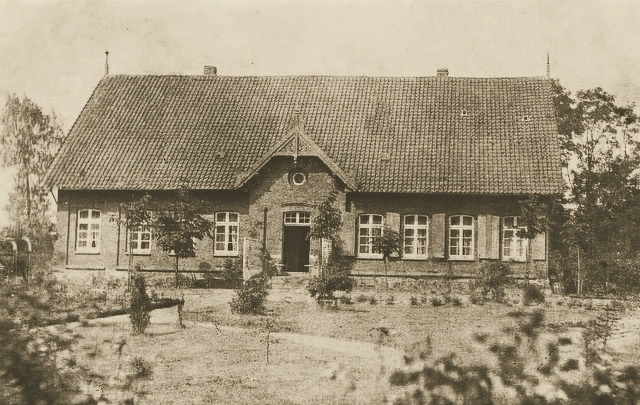
Pfarre zu Zweedorf um 1900

Schon 1588 soll in Zweedorf ein Pfarrhaus gestanden haben. 1590 war das Haus bereits an vielen Orten undicht, so dass 1619 ein neues Pfarrhaus gebaut wurde. Während des Dreißigjährigen Krieges brannte es 1636 ab und lag 1647 noch immer in Trümmern. Dem neuen Pastor Adam Bernhard Stark wurde daher ein alter Bauernkaten zur Wohnung angewiesen. Unter Pastor Michael Albrecht Reuter war das zwischenzeitlich errichtet Pfarrhaus bereits wieder in einem solchen Zustand, das darinnen nicht ohne Gefahr zu wohnen war. 1715 war dann auch dieses Pfarrhaus abgebrannt, da es durch böse Buben angezündet sei ... Diesmal sollte es mit dem Neubau schneller gehen. Der Kostenanschlag betrug 230 Thaler und das Holz war schon 1715 angefahren worden. Pastor Johann Gerhard sollte aber Vorschuss leisten, protestierte dagegen von der Kanzel und mit Erfolg bei der Regierung. Doch der Bau unterblieb dafür fast 18 Jahre. Das 1733 aufgebaute Pfarrhaus soll 1880 noch gestanden haben. 1734 wurde auf dem ursprünglichen Pfarrgehöft noch ein Predigerwitwenhaus errichtet.
Das 1888 errichtete und 1911 durch einen Anbau vergrößerte Pfarrhaus wurde 1982 auf Anweisung des Rates des Kreises Hagenow abgerissen. Der damalige Pastor Scharnweber aus Boizenburg erstattete Strafanzeige wegen Diebstahls bei der Volkspolizei in Boizenburg und wurde daraufhin über Stunden festgehalten. Einige Anwohner durften brauchbar gebliebenes Baumaterial aus dem Abbruch für eigene Zwecke wegholen, der Rest wurde von einer Abrissbrigade der Grenztruppen aufgeladen und abgefahren.

## Geschichte
Zweedorf wurde 1252 erstmals urkundlich als Twedorp erwähnt. Das Kirchdorf Zweedorf gehörte zu den 21 Klosterdörfern, die im 13. Jahrhundert schon im Besitz des Klosters Zarrentin waren. Die Zweedorfer Kirche wurde um 1335 erstmals genannt. Bis 1555 gehörte das Kirchenpatronat dem Kloster Zarrentin.
Erst nach der Auflösung des Klosters kam die zur Ratzeburger Diözese gehörende Kirche unter landesherrliches Patronat, mit einer Unterbrechung zu Beginn des 18. Jahrhunderts, als dieses durch die verwitwete Dorothea Margarethe von Graevenitz, geb. von Wendessen, übernommen wurde. Sie war die zweite Gemahlin des Geheimen Rates und Kammerpräsidenten Friedrich von Graevenitz auf Waschow, Dodow und Schwanheide. Nach dem Visitationsprotokoll von 1701 war sie die Patronin der Kirche von Zweedorf. Nach ihrem Tode ging das Patronat an den Herzog zurück. Die Kirche war dem Heiligen Georg geweiht.
Nachdem die Kirchgemeinde über die Jahrhunderte stets einen eigenen Geistlichen hatte, wurde die Kirche in Zweedorf und Nostorf von 1785 bis 1803 von Pastor Schliemann zu Gresse betreut. Ab 1813 bis 1827 wurde Zweedorf mit Granzin und danach bis 1899 erneut mit Gresse zusammengelegt. Ab 1910 hatte Zweedorf wieder eine selbständige Pfarrgemeinde, seit 1953 war die Pfarrstelle unbesetzt und von Boizenburg verwaltet.

## Pastoren
Namen und Jahreszahlen bezeichnen die nachweisbare Erwähnung als Pastor.
- 1521 Kaplan Johann Noale.
- 1531 Kirchherr Paulus Pule.
- 1541 Bernhard Petri, ist ein ziemlich christlich gelehrter Prediger.
- 1568 Magnus Beneke, danach Heinrich Rosenhagen.
- 1578 Wilhelm Krusebeke aus Westfalen, wurde 1592 wegen seiner Untüchtigkeit auf herzoglichen Befehl seines Amtes entsetzt. Da er in Güte nicht weichen wollte, ward er  von der Wedeme auf die Straße gebracht, fing aber noch mit dem Nachfolger Händel an, indem er sich gegen ihn mit allen Frevel aufgelehnt. Er hatte noch mehr auf dem Kerbholz, er enleibte einen im Dorfe Wosmer und saß deswegen drei Jahre in Dömitz.
- 1592 Anton Ulrich
- 1593 Johannes Wacker, wohl aus Dömitz hatte ein gutes Zeugnis.
- 1618–1636 Jakob Betke aus Buckow, war unfleißig und schlecht gehaltene Predigten.
- 1643–1647 Johann Ludwig Susemihl aus Schwaan.
- 1648–1694 Adam Bernhard Strack (* 1620 in Münden b. Korbach; † 6. November 1694 in Zweedorf)
- 1696–1714 Michael Albrecht Reuter aus Wittenburg.
- 1715–1745 Johann Gerhardt
- 1745–1784 Johann Albrecht Susemihl aus Neukirchen.
- 1781–1784 Hilfsprediger Christian Belitz
- 1785–1803 Johann David Schliemann aus Gresse.
- 1804–1813 Carl Johann Heinrich Römhild
- 1899–1900 Gerhard Tolzien vom Schweriner Dom. Er betrieb die Wiedereinrichtung der Selbständigkeit der Gemeinde mit Erfolg und verfasste eine von 1252 bis 1900 reichende äußerst wertvolle Chronik des Kirchspiels.
- 1900–1901 August Wilhelm Hunzinger.
- 1901–1907 Johannes Preß aus Rehna.
- 1907–1909 Albert Bruhns aus Vietlübbe.
- 1909–1910 Martin Stark
- 1910–1929 Friedrich Wilhelm Hoyer
- 1929–1932 Fritz Beckmann
- 9. Dezember 1932 bis 14. September 1950 Otto Brügge
- 15. Dezember 1950 bis 14. April 1952 Heinz Ruder
- seit 1953 unbesetzt und von Boizenburg verwaltet

### Gedruckte Quellen
- Mecklenburgisches Urkundenbuch (MUB)
- Mecklenburgische Jahrbücher (MJB)

### Ungedruckte Quellen
- Landeskirchliches Archiv Schwerin (LKAS)
  - LKAS, Kirchenbücher und Kirchgemeindekarteien Zweedorf, 1704–1903.
  - LKAS, OKR Schwerin, Generalia (alt), Bausachen 1920–1927.
  - LKAS, OKR Schwerin, Specialia Abt. 1. Nr. 36, 38, 86–89 Boizenburg, Regulierung der Verhältnisse der auf den Ländereien der Pfarre zu wohnenden Bauern Zweedorf 1776–1949.
  - OKR Schwerin, Specialia Abt. 4. Nr. 1–33, Zweedorf, Inspektion, Verwaltung, Kirchenjuraten, Kirchengemeinderat, Bestellung der Prediger, Organisten, Küster 1745–2001. Nr. 34 Bauten und Reparaturen an der Kirche und geistlichen Gebäuden 1771–1818. Nr. 38 Orgel, auch vasasacra 1871–1952. Nr. 39 Glocken 1894. Nr. 43 Kirchhof 1857–2001.
  - LKAS, OKR Schwerin, Gemeindeberichte 1898–1968.
  - Pfarrarchiv Zweedorf mit Nostorf und Schwanheide 1795–2002. Nr. 4c Nordlauenburgische Chronik Kirche Zweedorf Die Kirche in den Dorfteich geschoben und das Pfarrhaus glattweg gestohlen ... Nr. 35 Pfarrübergabeprotokoll Zweedorf 1978. Nr. 36 Diebstahl von Orgelpfeifen in Zweedorf 1978.
  - Pfarrarchiv Zeedorf, Bauten und Inventar, Nr. 26 Abgabe von Leuchten 1978, Nr. 28 Abriss der Kirche Zweedorf 1978.
- Landesamt für Kultur und Denkmalpflege Mecklenburg-Vorpommern, Abt. Landesdenkmalpflege (LAKD)
  - Kirche Zweedorf